# Тарногородська конфедерація
Тарногродська конфедерація — конфедерація Речі Посполитої, організована 26 листопада 1715 року в місті Тарногороді (Польща) для лобіювання майнових інтересів шляхти і магнатів, незадоволених абсолютистськими тенденціями короля Августа II Сильного, саксонця (німця) за походженням. Діяльність конфедерації була спрямована особисто проти короля, який намагався використовувати введені в Річ Посполиту із Саксонії німецькі війська з метою подальшого зміцнення своєї влади.
Планам конфедератів із повалення короля перешкодив московський цар Петро I, який наполіг на тому, щоб Август II прийняв основні вимоги шляхти, серед яких значилися: скорочення армії, в тому числі повне виведення з Речі Посполитої саксонських військ, а також обмеження законодавчої влади та інших особистих дій короля, розширення повноважень сейму і сенату. Не бажаючи втрачати трон, Август II погодився на висунуті умови 1 лютого 1717 року, коли був скликаний так званий «Німий сейм».
На пам'ять про конфедерацію на території Підкамінського монастиря домініканів (нині Монастир походження дерева Хреста Господнього, УГКЦ) була встановлена колона з фігурою Богородиці.